# Лопікеркапел
Лопікеркапел (нід. Lopikerkapel) — село в нідерландській провінції Утрехт. Входить до муніципалітету Лопік.
Його площа становить 1,04 км², а населення станом на 2021 рік складало 550 осіб.

## Галерея

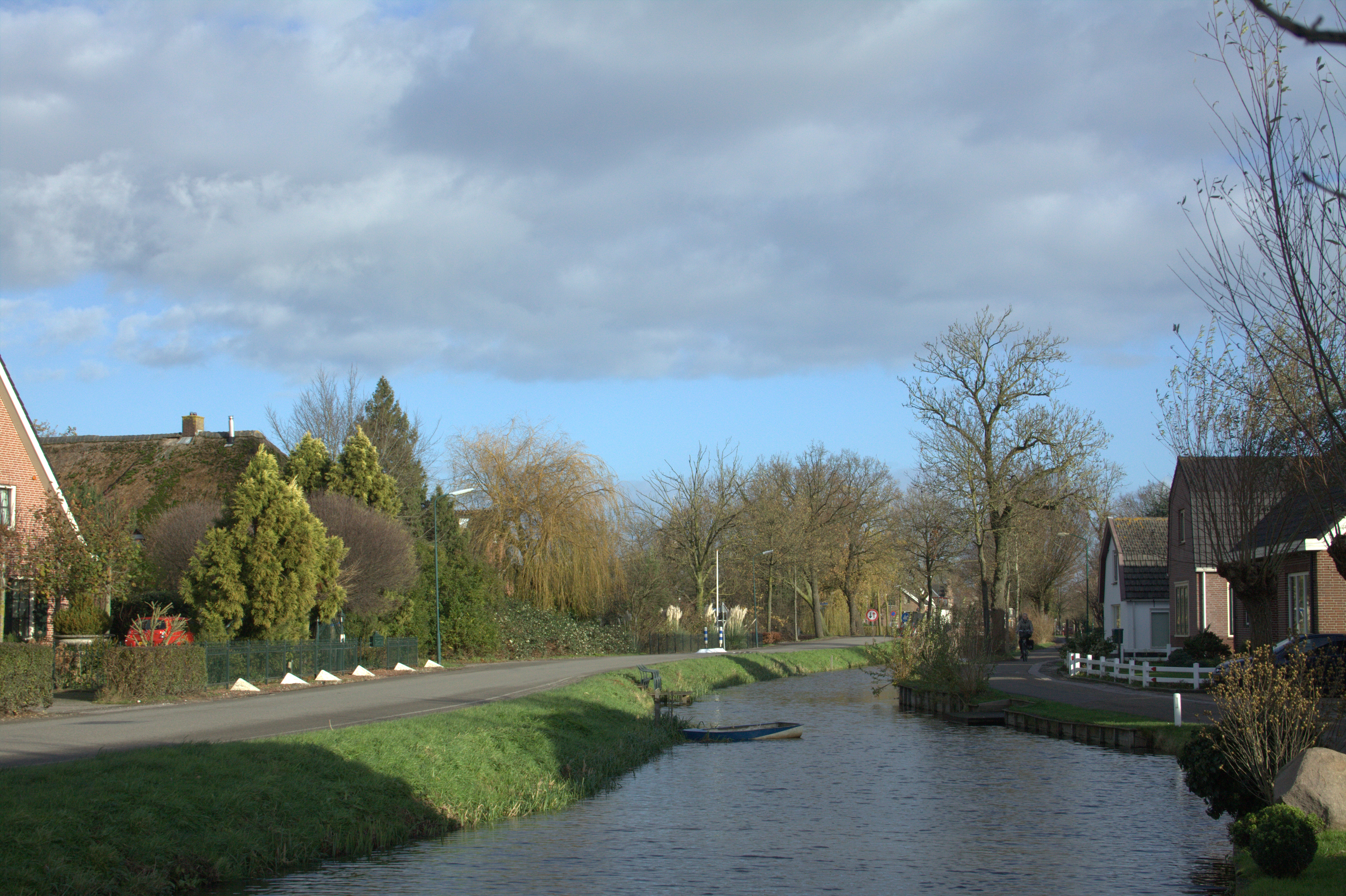
Вулична панорама
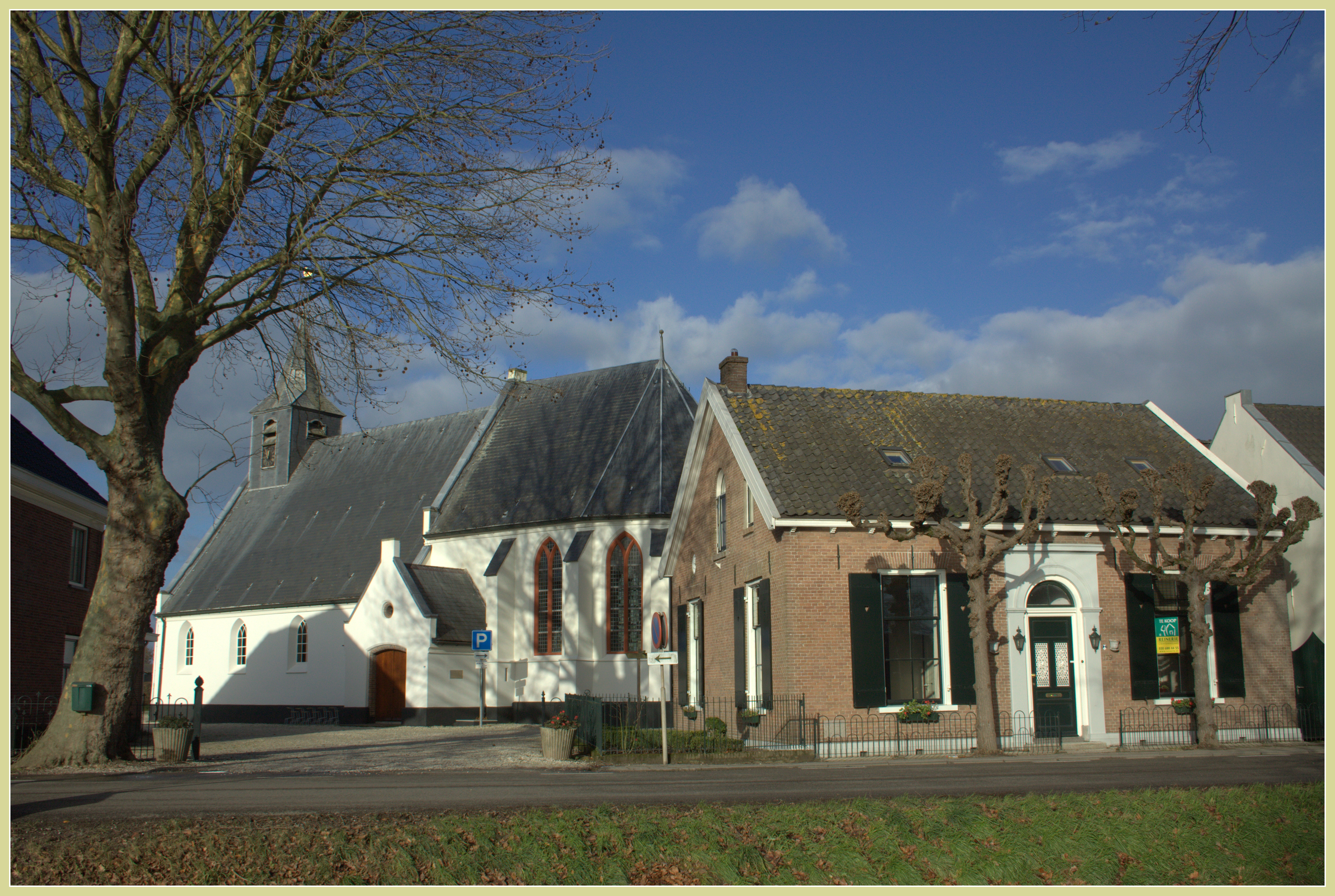
Центр села
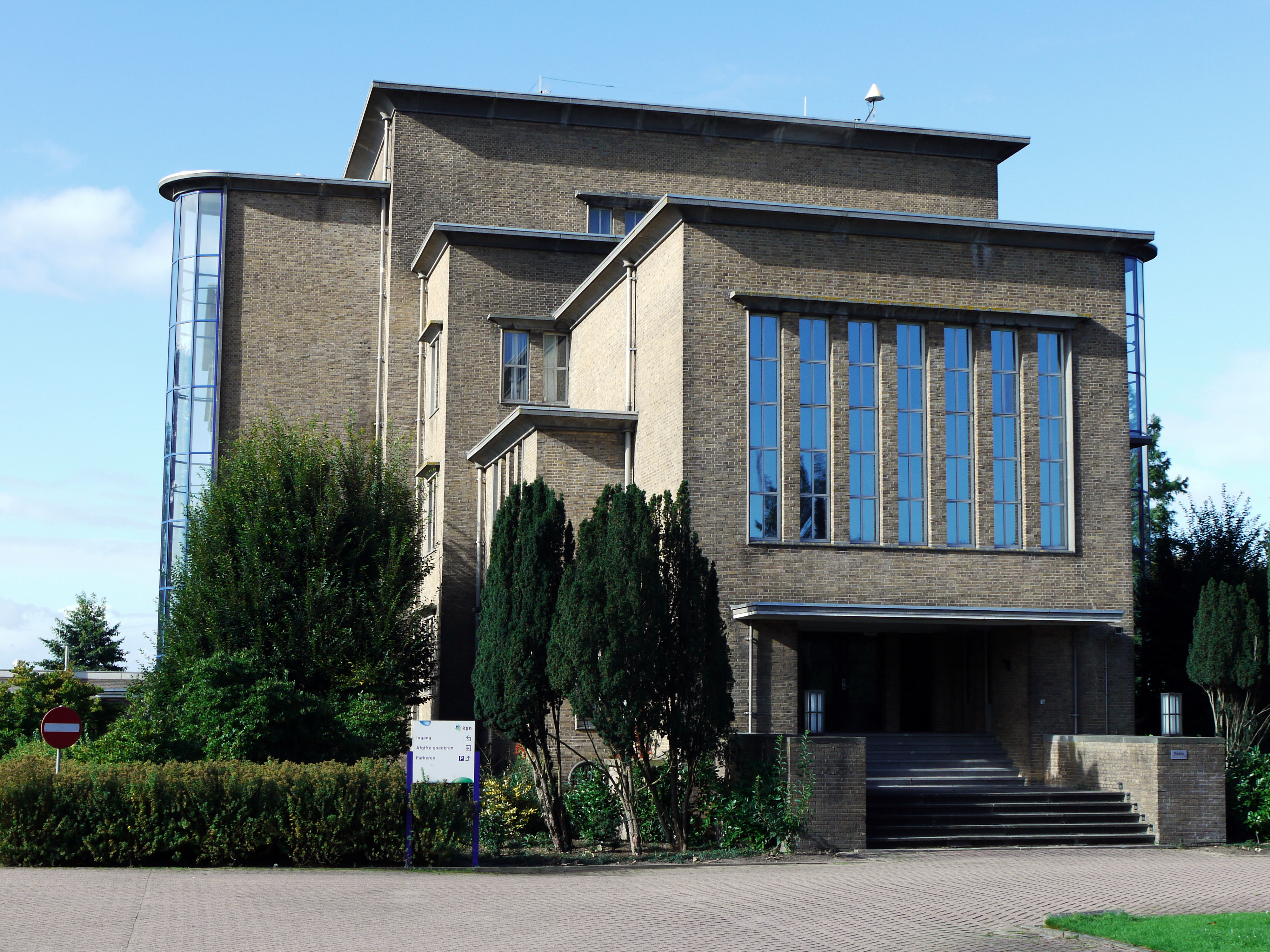
Адміністративна будівля
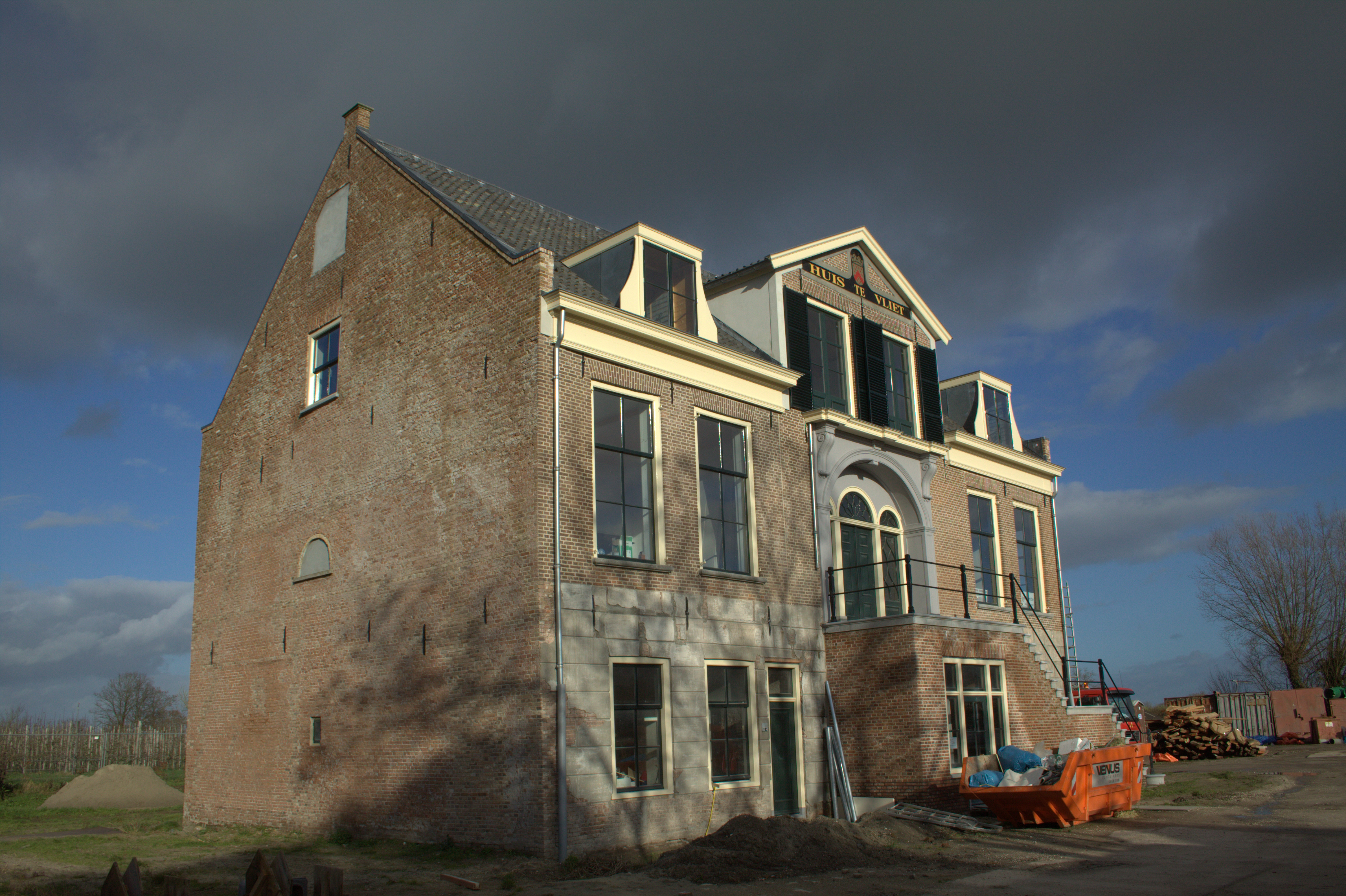
Ресторація